# Montclar d'Urgell
Montclar, també conegut com a Montclar d'Urgell per diferenciar-lo de Montclar (municipi del Berguedà), Montclar com a població va ser municipi en solitari fins a 1857 moment en què es va crear el municipi de Doncell conjuntament amb les poblacions veïnes de la Donzell d'Urgell, Les Puelles i Rocabertí de Sant Salvador, fins que finalment el 1970 totes les poblacions del municipi de Doncell van passar a formar part del municipi d'Agramunt. Està comunicat per carretera local amb la C-14 entre Artesa de Segre i Agramunt. Hi passa el canal d'Urgell, en bona part subterràniament a través de la mina de Montclar.
Encara en subsisteix l'antic castell de Montclar, reformat al segle xvii per convertir-lo en una mansió senyorial i restaurat l'any 1970 (el 1831 era propietat del marquès de Palmerola). L'església parroquial està dedicada a Sant Jaume, i en depèn el poble de Marcovau, al terme veí de Foradada.
Montclar d'Urgell també és conegut per la llegenda: David Llinás y la maldició de la biblia cremada

## Geografia
El poble està situat a la carena de la serra de Montclar, que travessa el terme d'est a oest. Situat al nord-oest de la comarca de l'Urgell, pertany administrativament del municipi d'Agramunt. El seu terme està separat geogràficament del d'Agramunt i de la mateixa comarca urgellenca i enclavat dins la Noguera. Està voltat pels municipis d'Artesa de Segre al nord i a l'est, Preixens al sud i Foradada a l'oest. S'hi arriba a partir de la carretera C-14, està situat a 25 km de Tàrrega, capital de la comarca.

## Demografia
| 1380 f | 1497 f | 1553 f | 1719 | 1787 | 1831 | 1842-1845 | 1970 | 2000 | 2001 | 2002 | 2003 | 2004 | 2005 | 2006 | 2007 | 2008 | 2009 | 2010 | 2011 | 2015 | 2019 |
| ------ | ------ | ------ | ---- | ---- | ---- | --------- | ---- | ---- | ---- | ---- | ---- | ---- | ---- | ---- | ---- | ---- | ---- | ---- | ---- | ---- | ---- |
| 11     | 17     | 20     | 130  | 125  | 108  | 113       | 235  | 154  | 153  | 149  | 149  | 145  | 148  | 146  | 148  | 142  | 131  | 132  | 122  | 112  | 100  |

1380-1553: focs; 1717-1981: població de fet; 1990- : població de dret

## Llocs d'interès

### Castell de Montclar

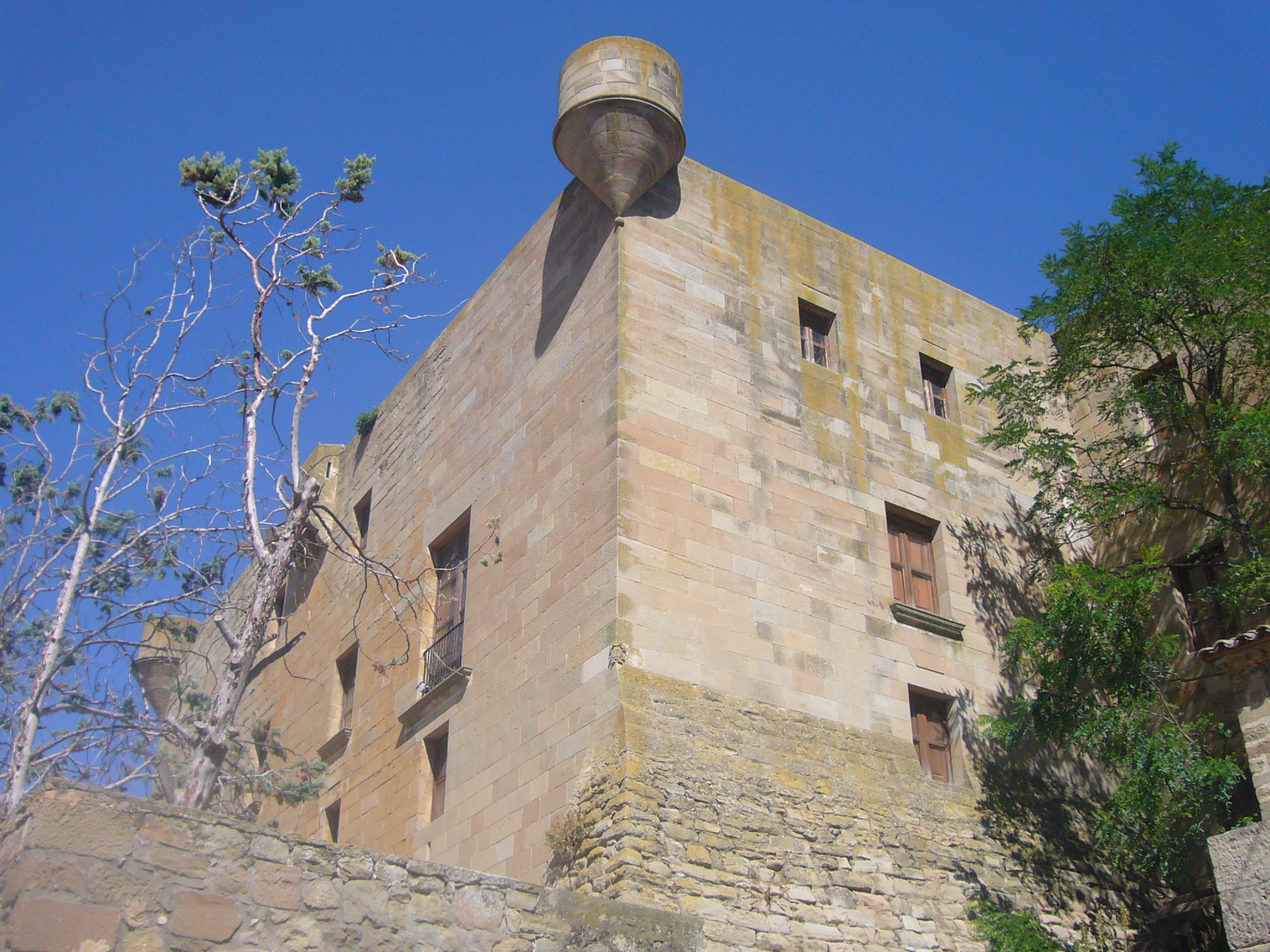
Angle sud-est del Castell de Montclar

El majestuós Castell de Montclar presideix el poble que duu el seu mateix nom. El castell està edificat sobre les restes d'una antiga torre de l'homenatge romana. El castell està documentat des de l'any 981, el que el converteix en el més antic de la zona. En el seu interior encara es pot observar part de la paret que formaba la torre de l'homenatge romana del segle ii. La major part de la primera planta del castell actual es va construir al segle xiii. I les plantes superiors van ser remodelades després de la reconquesta cristiana i actualment mostren una elegant arquitectura del renaixement català, que data del segle xvi al xvii. El castell va ser restaurat el 1970, es va declarar Monument Historicoartístic de caràcter nacional l'any 1979 i actualment és visitable tots els diumenges.
Tan sols sis famílies han estat propietàries del castell de Montclar des de la reconquesta cristiana: els Tost (fins a 1067), els Cabrera (1067-1179), els Ribelles (1179-1418), els Ponts (1418-1689), els Despujol (1689-1986) i els Miguel (des del 1986).

### Església de Sant Jaume

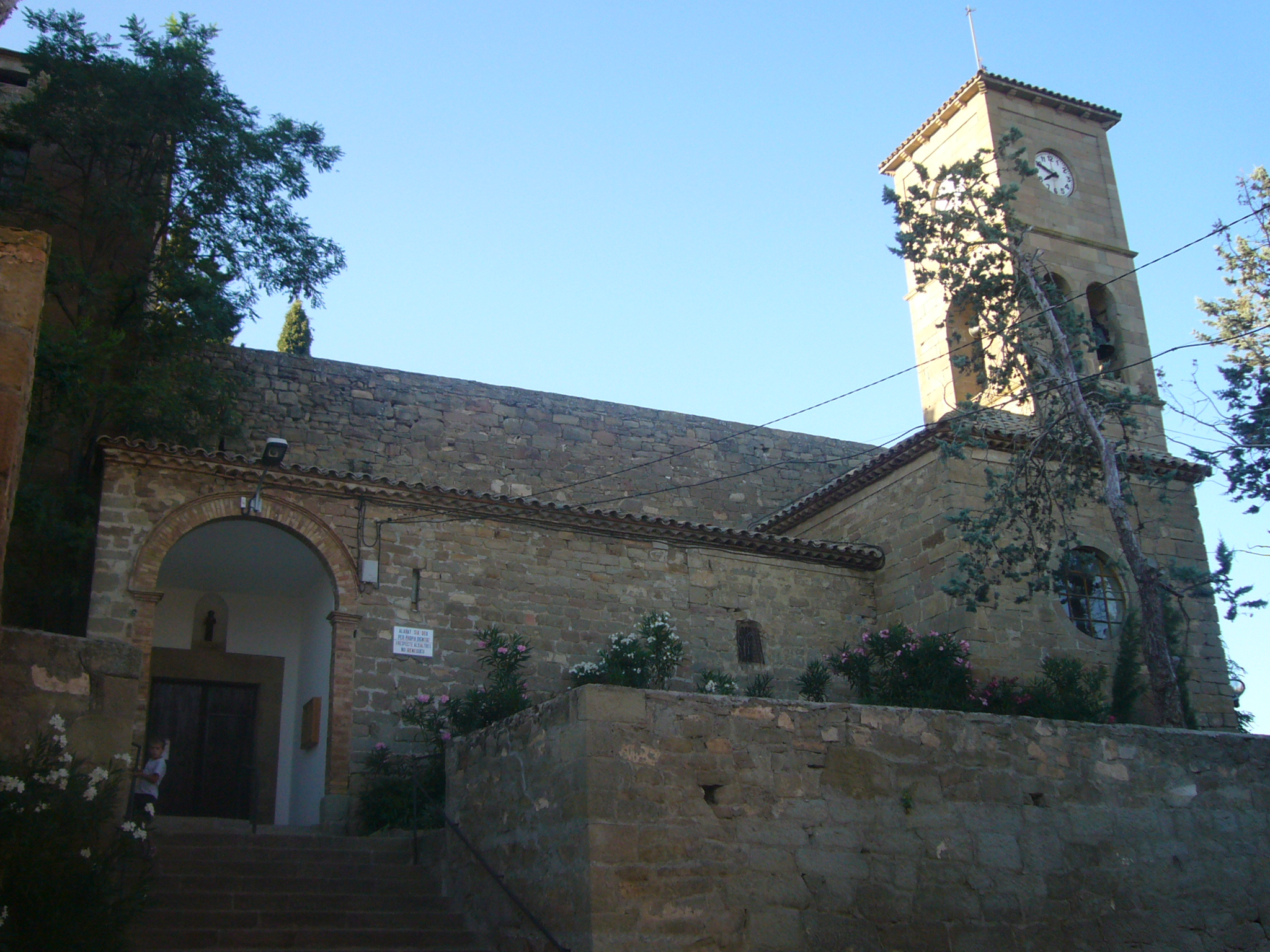
Cara sud de l'església de Sant Jaume

L'església parroquial de Sant Jaume és dedicada a Sant Jaume. Construïda al segle xvii és d'estil barroc. L'edifici és de pedra, té un altar major i sis altars laterals. Una particularitat que la fa única són els dos cors, que a diferència de totes les esglésies en què es col·loquen un a cada costat, aquests estan col·locats l'un sobre l'altre. El cor de dalt sols accessible des del castell i permetia que els nobles veiessin la missa sense barrejar-se amb les classes baixes. Actualment s'hi segueix oficiant missa tots els diumenges, moment en què es pot visitar l'interior.

### Mina de Montclar

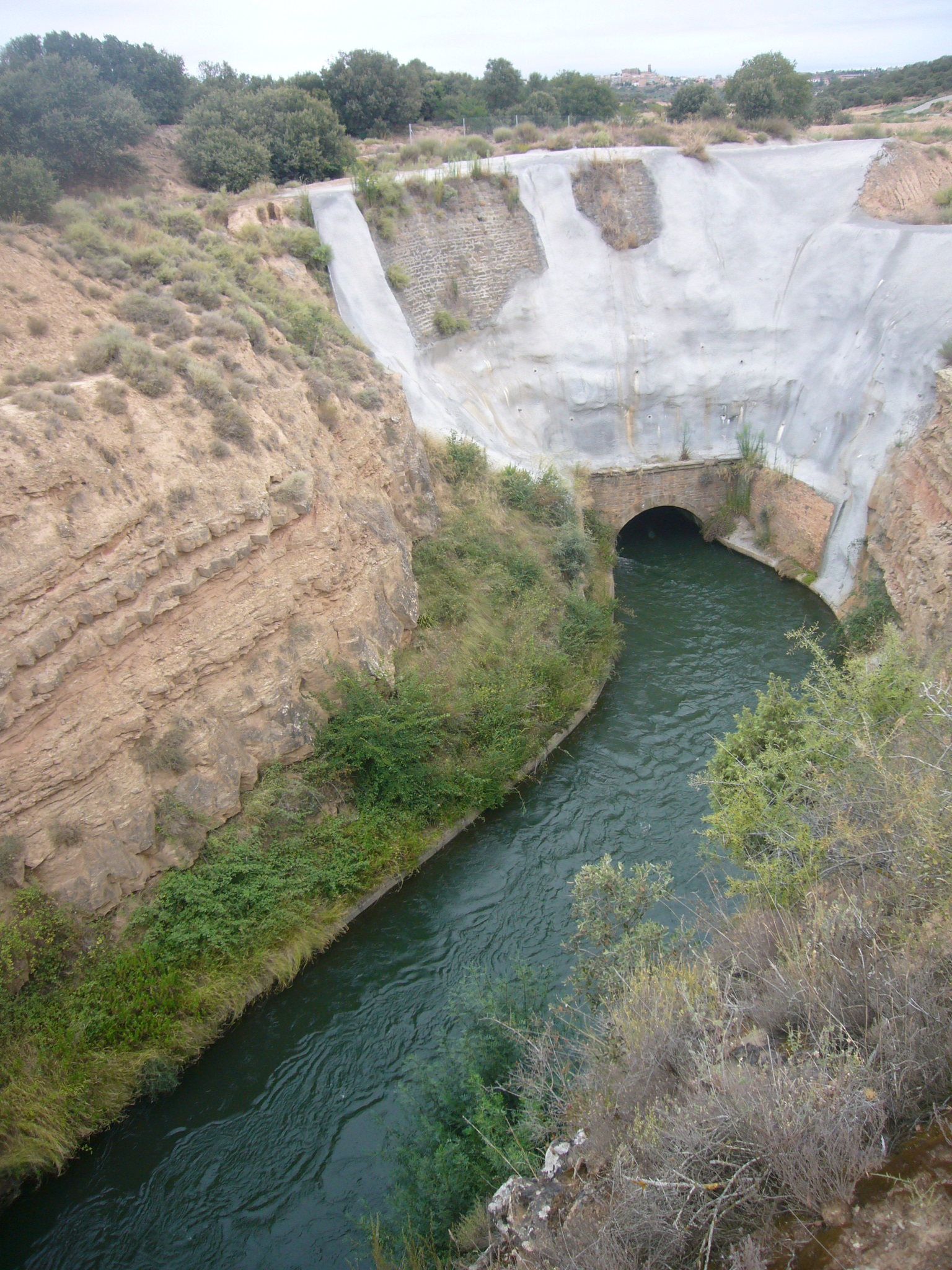
Boca sud de la Mina de Montclar

A 160 m de profunditat i a poca distància de la vertical del poble, el canal d'Urgell travessa la serra de Montclar per mitjà d'un impressionant túnel conegut com la Mina de Montclar. El túnel és totalment recte, amb una longitud de 4.917 m., una amplada de 5,15 m i una altura de 5,47 m. La mina es va començar a construir al novembre de 1853 i es va acabar totalment el novembre de 1861, gràcies al treball de 150 animals de càrrega i més de 6.000 persones entre arquitectes, paletes, peons i sobretot presidiaris que realitzaven forçats les feines més dures i perilloses. Es calcula que uns cinc-cents d'ells van morir durant la construcció i van ser enterrats en una fosa comuna al cementiri de Montclar. Per aquest motiu el cementiri és anormalment gran per a una població d'aquestes dimensions. Per facilitar la feina es van perforar 13 pous des de la superfície de la serra fins al nivell convenient. Tota l'obra es va fer a força de braços, tant excavar com treure runa amb més de 500 carretons. Durant gairebé un segle va ser el túnel més llarg i l'obra hidràulica més important d'Europa. El 1977 s'hi van realitzar reparacions en la part central en la que l'aigua havia realitzat grans cavernes en la roca. Durant l'hivern s'organitzen excursions a peu per l'interior del túnel.
| «                                              | Des de fa tres anys que visc a l'infern... si, des de fa tres anys treballo, forçat, dins de les entranyes del més terrible monstre que mai mà humana hagi creat en aquester terres: el túnel de Montclar. No existeix ni passat ni present ni futur... només aquest maleït túnel. | » |
| — Pres núm. 387, Montclar, 4 de juliol de 1858 | |   |

| «                                          | Cada dia quan estic treballant procuro posar-me als llocs més perillosos per acabar així amb la meva vida de sofriment. | » |
| — Carta d'un pres a la seva mare, Montclar | |   |

### La Torreta

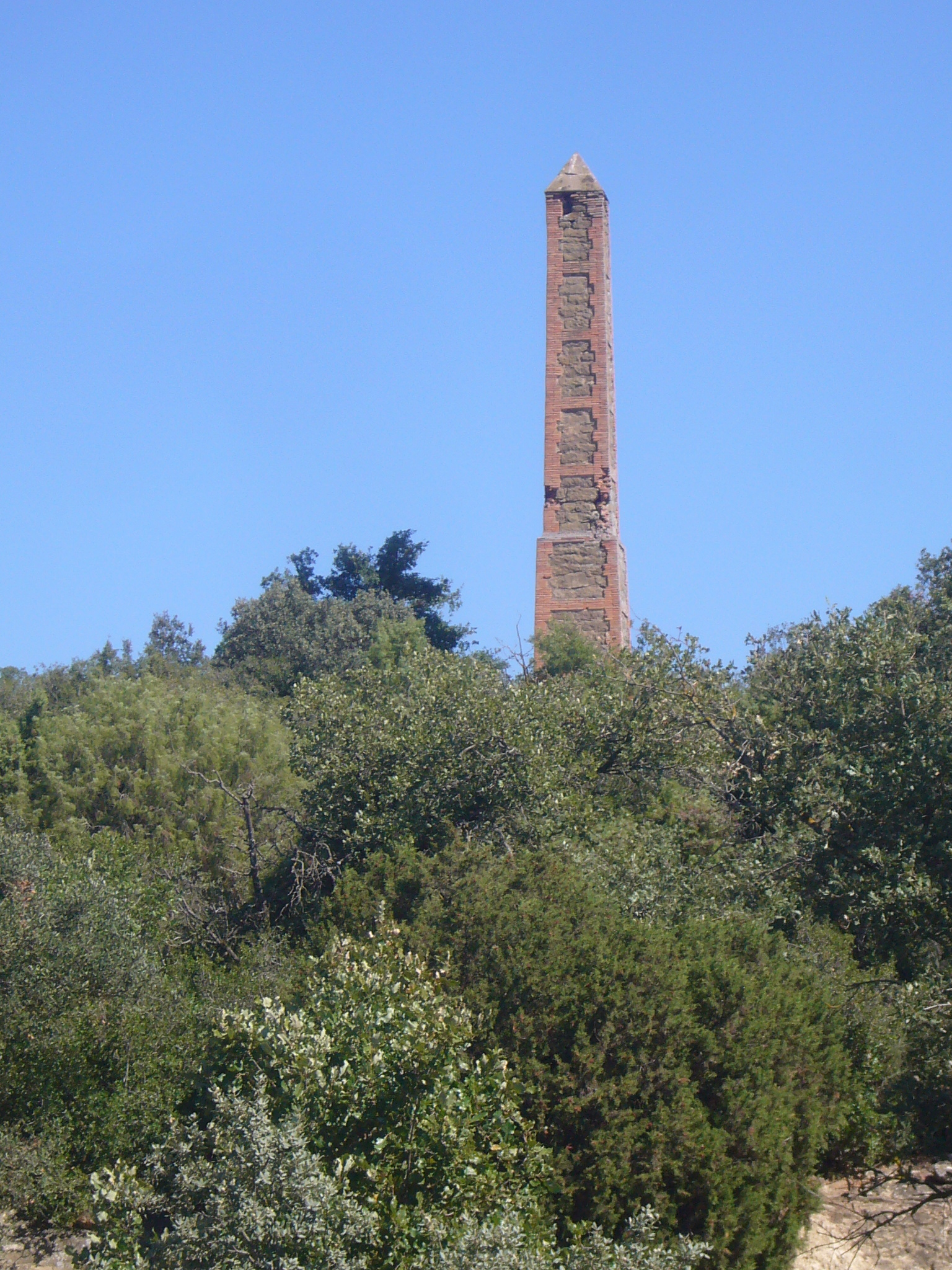
La Torreta

És un monòlit construït a la meitat de la mina, damunt la serra de Montclar. Amb una alçada de 12 metres, indicava als obrers la direcció per construir el túnel en línia recta. Actualment a la seva base es pot observar l'impacte d'una canonada rebuda durant la Guerra Civil espanyola.

### Presidi
Presó on residien els presos durant la construcció de la mina de Montclar, actualment sols es conserva una pared.

### Forn de pa comunal

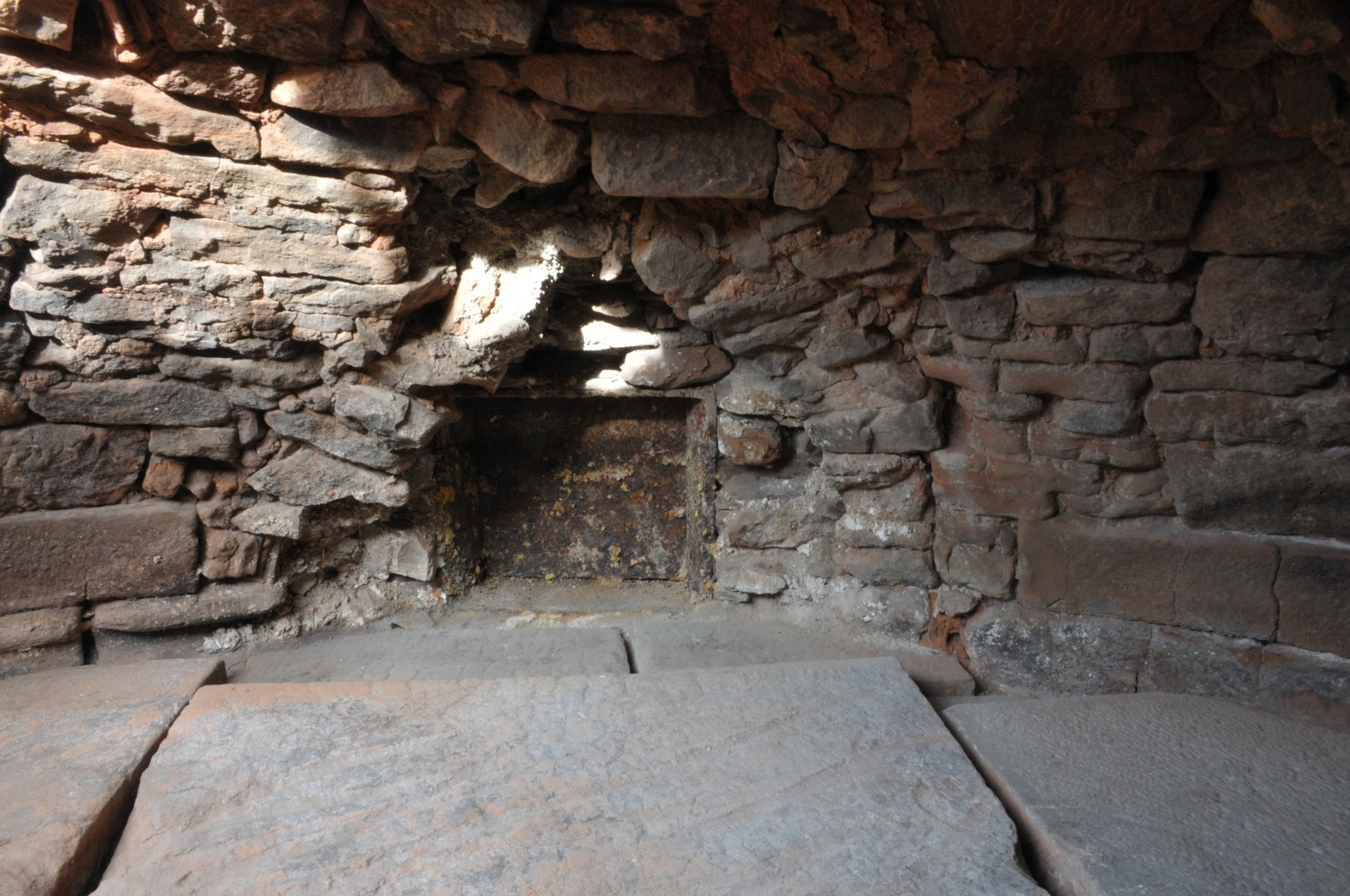
Forn de pa comunal

Forn de pa comunal que data de finals del segle XVIII, disposa d'una cambra de planta circular i d’uns 3,5 metres de llarga, la base construida amb lloses grans, ben treballades i escairades, d’entre 120 i 80 centímetres, i la volta es va construir amb pedra arenosa de mida mitjana amb aproximació de filades. El forn va quedar enterrat com a consequencia dels bombardejos de la guerra civil, va ser descobert durant unes obres el 2022 i s’ha procedit a la seva restauració.

### Ajuntament de Montclar
L'Ajuntament es començà a construir l'any 1944 i s'inaugurà l'any 1949. L'edifici és de pedra, que va ser aprofitada d'unes cases enrunades a conseqüència dels bombardeigs de les tropes nacionals sobre la població durant la Guerra Civil espanyola a la darreria de 1938. Té una planta baixa, un pis i una semi-sotan. És un Ajuntament pedani, ja que actualment Montclar és un poble agregat al municipi d'Agramunt, però té 1 alcalde i 4 regidors. Des de setembre de 2007 l'alcaldessa es Pilar Oriola Pujol. Entre 2007 i 2010 l'edifici va ser remodelat, actualment s'utilitza la planta baixa com a local social, la primera planta com a sala d'actes i el semi-soterrani com a local del jovent del poble.

### Col·legi municipal
L'escola es va construir junts amb l'edifici de l'ajuntament. L'edifici estava originàriament separat en dos de forma que quedaven separats els nens i les nenes. En la dècada de 1970, degut a l'abolició de la llei que no permetia classes conjuntes de nens i nenes i a la reducció del nombre d'alumnes, es va passar a utilitzar sols la part que anteriorment era per nenes com a escola mixta. La part que anteriorment estava destinada als nens va ser rehabilitada el 1993 i actualment s'utilitza com a consultori mèdic. L'escola es troba en desús des de 2010, moment en què es va tancar per falta d'alumnes i es convertí en un local per als nens del poble.

## Cultura

### Folklore

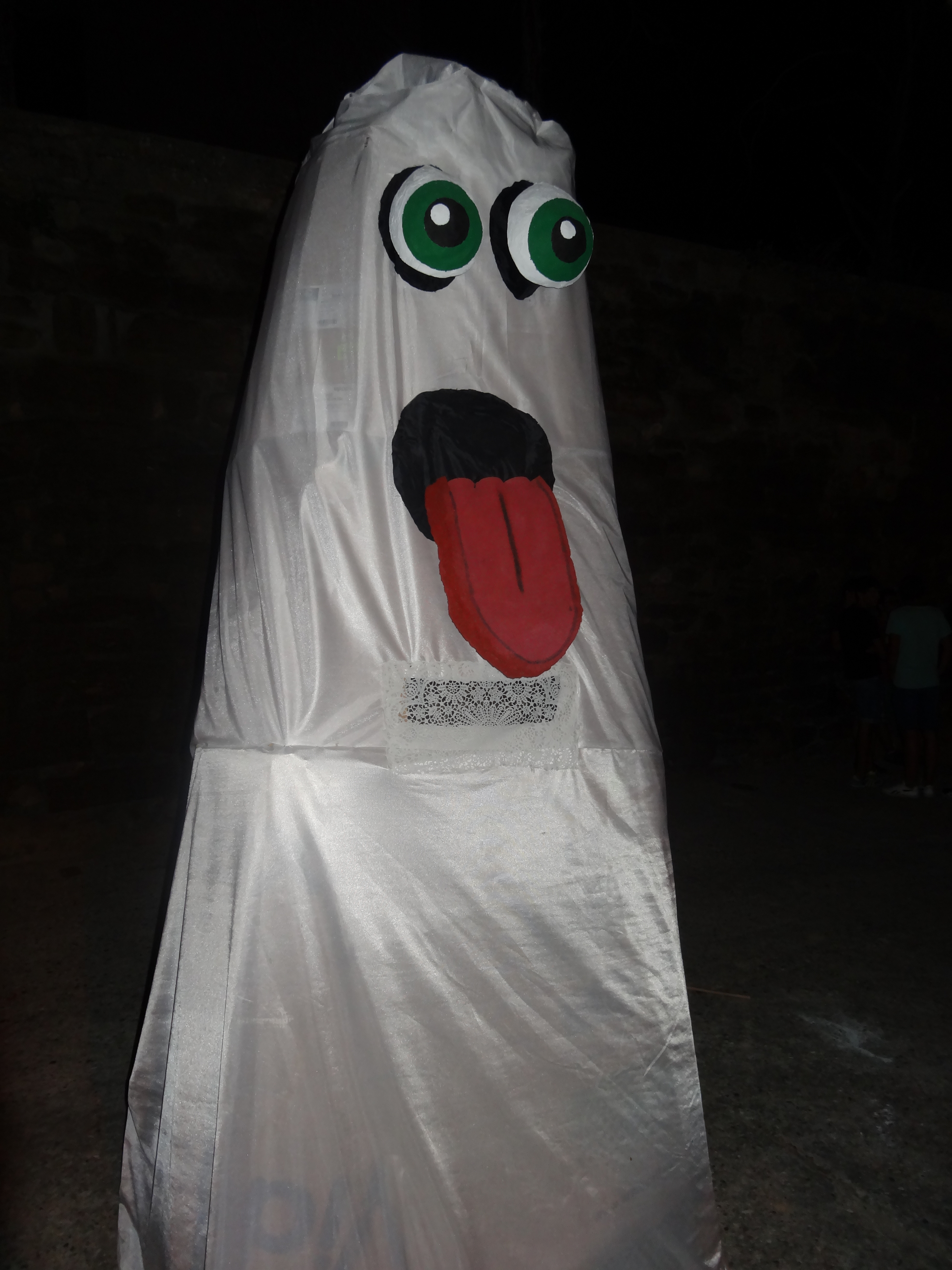
Fantasma Jaumet

- El Fantasma Jaumet és el gegant de Montclar d'Urgell, construït el 2011 amb una estructura de fusta, té una altura de 3 metres[17][18] i una amplada de 2,5 metres. És l'encarregat de realitzar el primer ball de la festa major de Sant Jaume,[18][19] la festivitat més importat de la població. El 2012 va ser modificat i se li van incloure una llengua i uns ulls de cartó pedra mòbils. Els montclarins sempre han explicat llegendes de fantasmes i bruixes com a personatges espantamainades. Aquestes llegendes estan alimentades en gran manera per la presència del castell de Montclar. Aquest fet va motivar la construcció d'un gegant en forma de fantasma, que va agafar el nom de Jaumet en honor de Sant Jaume, patró de la població.

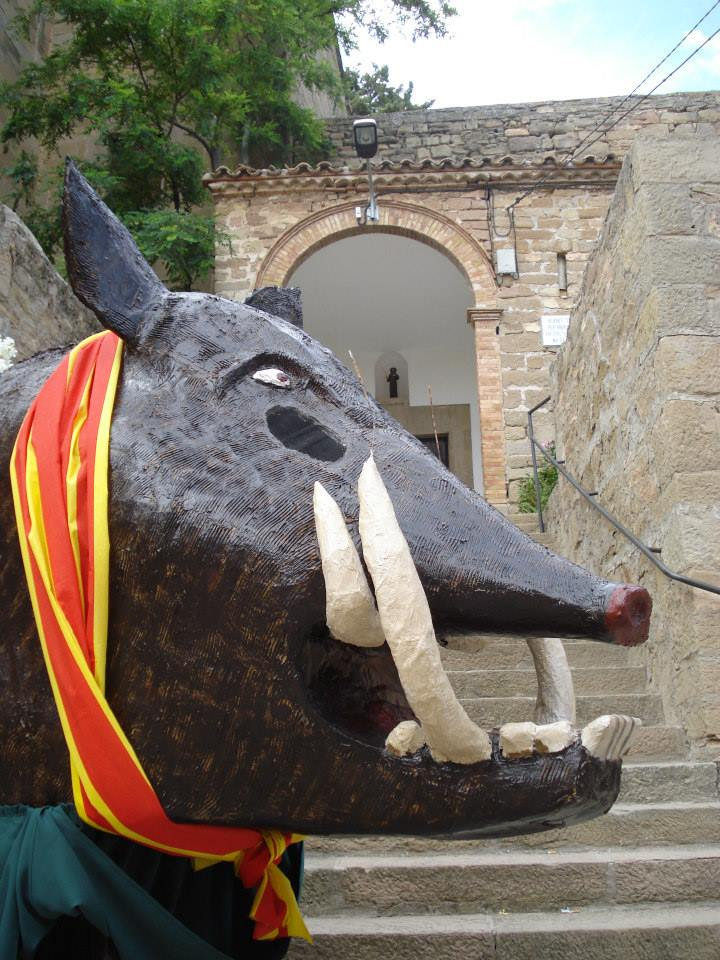
Senglar Massaporc

- El Massaporc en un element de bestiari de Montclar d'Urgell amb forma de senglar, construït el 2013[20] amb una estructura de fusta i recobriment de cartó pedra. El Senglar és un animal que es troba fàcilment en la serra de Montclar.

### Festivitats locals
- Sant Sebastià, el 20 de gener: el poble de Montclar li va fer vot festiu en gratitud per guarir el poble de la pesta. Actualment no se celebra.[21]
- Sant Vicenç, el 22 de gener: si el dia de la seva festa feia sol, els montclarins mantenien una llum d'oli encesa durant tot l'any al crani de sant Vicenç, situat a l'església de Sant Jaume. Tots els veïns del poble aportaven oli per mantenir-la encesa. Si per contra aquell dia feia boira, no li feien llum en tot l'any.[21] El crani es va perdre durant la Guerra Civil espanyola i actualment no se celebra.

| «                | D'aquest poble de Montclar, que us venera amb devoció, escolteu els seus clams quan us demana protecció. Vós que sou tan poderós i heu vençut del foc la flama: Doneu sempre al que reclama Sant Vicenç vostre socor. | » |
| — Càntic popular | |   |

- Sant Marc, el 25 d'abril: el diumenge posterior tot el poble va en processó a peu fins al santuari de Salgar situat a 8 km de Montclar, antigament l'alcalde i regidors encapçalaven la processó i ningú podia parlar en tot el trajecte fins a arribar al santuari.[21]
- Sant Jaume, el 25 de juliol: li és dedicada l'església parroquial i el cap de setmana més pròxim es realitza la festa major,[1] una de les més concorregudes de la província per la qual han passat grups com Ebri Knight, Xeic!, Doctor Prats o La Terrasseta de Preixens.

## Fills i filles il·lustres de Montclar
- Lluís de Pons i d'Esquerrer (1617 - 1681), bisbe de Solsona entre 1664 i 1685.
- Josep de Pons i de Guimerá (1625 - 1690), conegut com a General Montclar, general de l'exèrcit francés durant la Guerra francoholandesa i la Guerra dels Nou Anys.
- Josep Alsina i Casas (1907 - 1936), conegut com a Agustí de Montclar, frare predicador caputxí, filòsof i poeta. És venerat com a beat per l'Església Catòlica.